# Mine de Nalunaq
La mine de Nalunaq est une mine d'or située à Kirkespirdalen dans le sud du Groenland. Il s'agit de la première mine d'or moderne du pays.

## Histoire
À la fin des années 1980, des géologues de l'entreprise d'exploration Carl Nielsen A/S découvrent des pépites d'or dans le gravier des côtes au pied de la montagne Kirkespiret. En s'appuyant sur des études géologiques menées dans les années 1960, l'entreprise Nunaoil démarre les explorations de la zone en 1990. En 1992, la présence d'un gisement est confirmée à 500 mètres au dessus du niveau de la mer dans la vallée Kirkespiret. La veine est estimée à 800 mètres de longueur,.
En 1999, la société britannique Crew Gold Corporation reprend l'exploration de la mine. L'exploitation commerciale de la mine démarre en 2004, avec une inauguration officielle le 26 août 2004,. En 2007, Crew Gold Corporation devient unique propriétaire des parts de la mine. L'exploitation est assurée par l'entreprise groenlandaise Nalunaq Gold Mine A/S, qui jouit d'une licence d'exploitation de 30 ans. Les réserves sont alors estimées à 400 000 tonnes avec une teneur de 21 grammes par tonne,.
Ses deux premières années d'activité, l'or de la mine est extraite en Espagne, au centre des mines de Rio Narcera. En 2006, cette tache est assignée au Canada, à l'usine de Nugget Pond. En 2009, la société Angel Mining rachète la mine de Nalunaq et investit 35 millions de dollars dans la construction d'une centrale d'extraction, opérationnelle à partir de mai 2011. En 2013, Angel Mining, endettée, est mis sous administration judiciaire et la mine ferme en juillet. En 2015, Angel Mining revend la mine de Nalunaq.

## Description
Nalunaq signifie "l'endroit difficile à trouver" en Groenlandais.